# Tapum (canzone)
Tapum, o Ta pum, è una delle più note canzoni popolari della prima guerra mondiale.

## La canzone dei minatori
Una prosa popolare con un ritornello simile a quello che cantavano i minatori durante la costruzione della galleria ferroviaria del San Gottardo, tra il 1872 e il 1882, opera in cui morirono circa duecento lavoratori; il termine onomatopeico "Tapum" si riferiva in questo caso era allo scoppio delle volate.

## Origine
L'attribuzione della paternità della canzone degli alpini è tuttora discussa. Alcuni l'attribuiscono ai militari italiani durante la Grande Guerra, altri al compositore Antonio Piccinelli di Chiari; in ogni caso sarebbe nata nel periodo della battaglia del monte Ortigara, in quanto essa viene citata esplicitamente nel testo.
A quel tempo, nei percorsi di istruzione elementare, non tutti i segni di punteggiatura erano insegnati ed utilizzati; per questo motivo il titolo originale della canzone deve essere scritto tutto attaccato oppure con lo spazio, ma senza trattino alto (ovvero non Ta-pum).

## Descrizione
Il titolo ed il ritornello sono ispirati al rumore degli spari sul campo di battaglia: il "TA" è il rumore dell'innesto della pallottola e il "PUM" il rumore dello sparo dei fucili Steyr Mannlicher m1895 in dotazione alle truppe austro-ungariche.

## Incisioni ed interpretazioni
- Antonella Ruggiero nell'album "Quando facevo la cantante" (2018) - CD 1 "La canzone dialettale e popolare". Il brano è stato registrato dal vivo a Loano (provincia di Savona) in occasione della serata finale del Premio nazionale "Città di Loano" per la musica tradizionale, con l'accompagnamento del supergruppo Ardcore.

## Le varianti del testo
La canzone era diffusa tra i vari reparti degli alpini e le variazioni sono state numerose fin dall'inizio. Successivamente nel tempo sono state elaborate ulteriori versioni e interpretazioni. In alcune esecuzioni (ad esempio nella celebre versione del Coro della SAT e degli alpini) la durata della canzone viene abbreviata. 

### Testo (prima versione)
Venti giorni sull'Ortigara
senza il cambio per dismontà;
ta pum ta pum ta pum (due volte)
Con la testa pien de peoci
senza rancio da consumar;
"ta pum ta pum ta pum" (due volte)
Quando poi ti discendi al piano
battaglione non hai più soldà;
"ta pum ta pum ta pum" (due volte)
Dietro al ponte c'è un cimitero
cimitero di noi soldà;
ta pum ta pum ta pum (due volte)
Quando sei dietro a quel muretto
soldatino non puoi più parlar;
ta pum ta pum ta pum (due volte)
Cimitero di noi soldati
forse un giorno ti vengo a trovà;
ta pum ta pum ta pum (due volte)

### Testo (seconda versione)
Venti giorni sull'Ortigara
senza il cambio per dismontar;
ta pum ta pum ta pum (due volte)
Quando poi ti discendi al piano
battaglione non hai più soldà;
ta pum ta pum ta pum (due volte)
Quando sei dietro a quel mureto
soldatino non puoi più parlar;
ta pum ta pum ta pum (due volte)
Ho lasciato la mama mia
l'ho lasciata per fare il soldà;
ta pum ta pum ta pum (due volte)
Dietro il ponte, un cimitero
cimitero di noi soldà;
ta pum ta pum ta pum (due volte)
Cimitero di noi soldati
forse un giorno ti vengo a trovar;
ta pum ta pum ta pum (due volte)